# Пагай-Селатан
Па́гай-Села́тан (индон. Pulau Pagai Selatan) — один из островов Ментавай, лежащих к западу от центральной части Суматры в Индийском океане. В административном отношении является частью индонезийской провинции Западная Суматра.
Составляет около 55 км в длину и 20 км в ширину. Расположен к юго-востоку от острова Пагай-Утара и далеко к северо-западу от острова Энгано. Высшей точкой Пагай-Селатан является покрытая лесами гора Гунунг-Мантай, высота которой составляет 302 м над уровнем моря. В ходе землетрясения 2007 года Пагай-Селатан поднялся над уровнем моря, в результате чего в окрестностях острова образовалось 6 новых маленьких островков. Эпицентр землетрясения 2010 года располагался к юго-западу от побережья острова; сильное цунами вызванное этим землетрясением обрушилось на Пагай-Селатан, волны продвинулись на 600 м вглубь острова.
По данным на 2000 год совместное население Пагай-Утара и Пагай-Селатан составляло 20 974 человека. На острове обитают несколько эндемичных видов животных, в том числе пагайский макак, который находится под угрозой исчезновения.